# Werner Baumbach
Werner Baumbach (Cloppenburg, 27 dicembre 1916 – La Plata, 20 ottobre 1953) è stato un militare e aviatore tedesco, asso della forza da bombardamento della Luftwaffe (l'aeronautica militare della Germania nazista) durante la seconda guerra mondiale, con 300 000 tonnellate di naviglio nemico affondato. Esperto pilota di bombardieri, fu uno dei comandanti del Kampfgeschwader 200, l'unità speciale della Luftwaffe, che guidò dal 15 novembre 1944 al 6 marzo 1945. Dal novembre 1944 ricoprì l'incarico  di General der Kampfflieger (comandante dei bombardieri), sostituendo il generalmajor Walter Storp, ma entrato in contrasto con i suoi superiori, incluso il Reichsmarschall Hermann Göring, lasciò l'incarico nel mese di gennaio 1945. Decorato con la Croce di Cavaliere della Croce di Ferro con Fronde di Quercia e Spade, con la Croce di Ferro di prima classe, con la Coppa d'onore della Luftwaffe, e due volte citato nel Wehrmachtbericht.

## Biografia

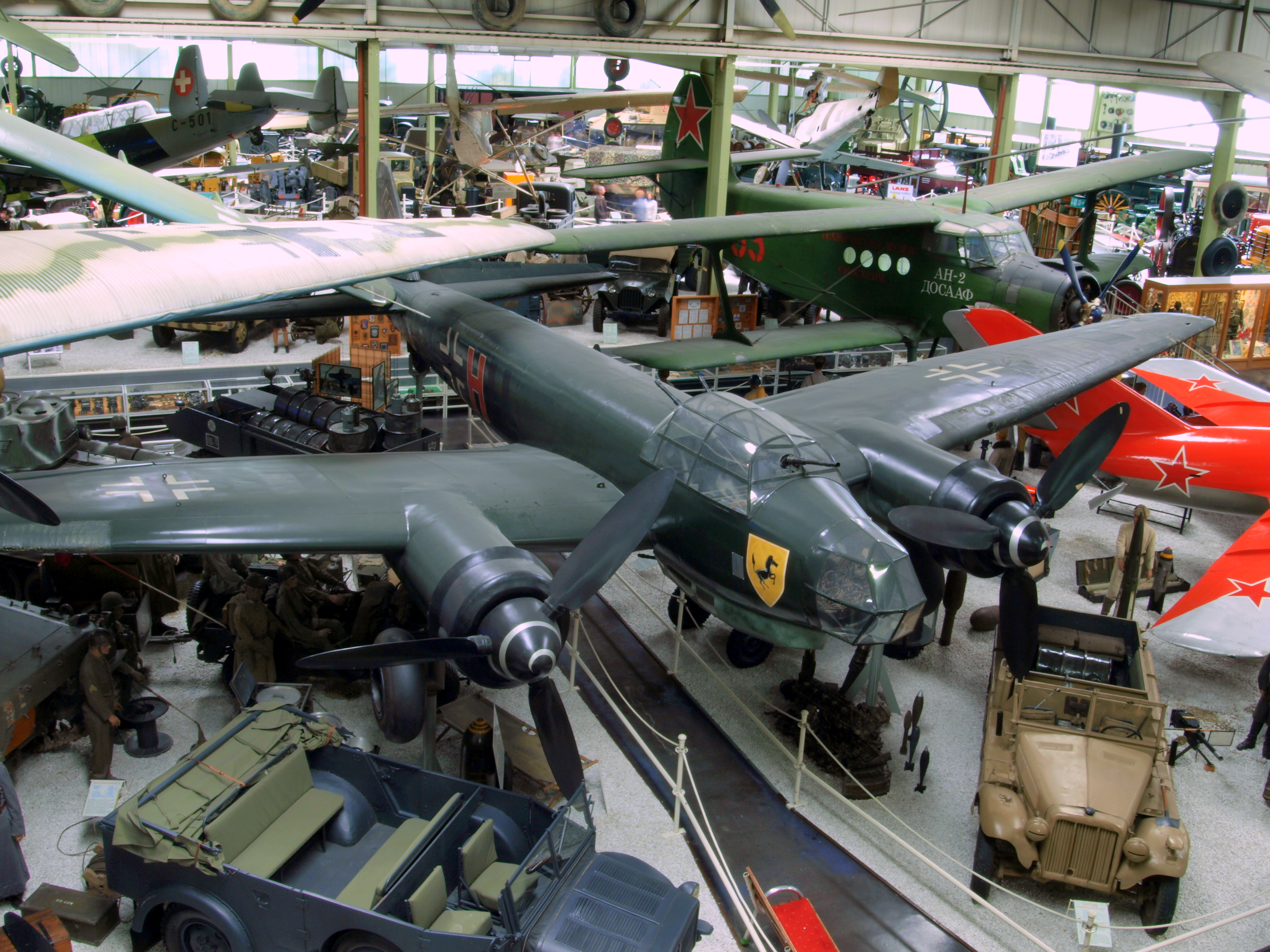
Uno Junkers Ju 88A-4 esposto presso lo Auto & Technic Museum di Sinsheim.

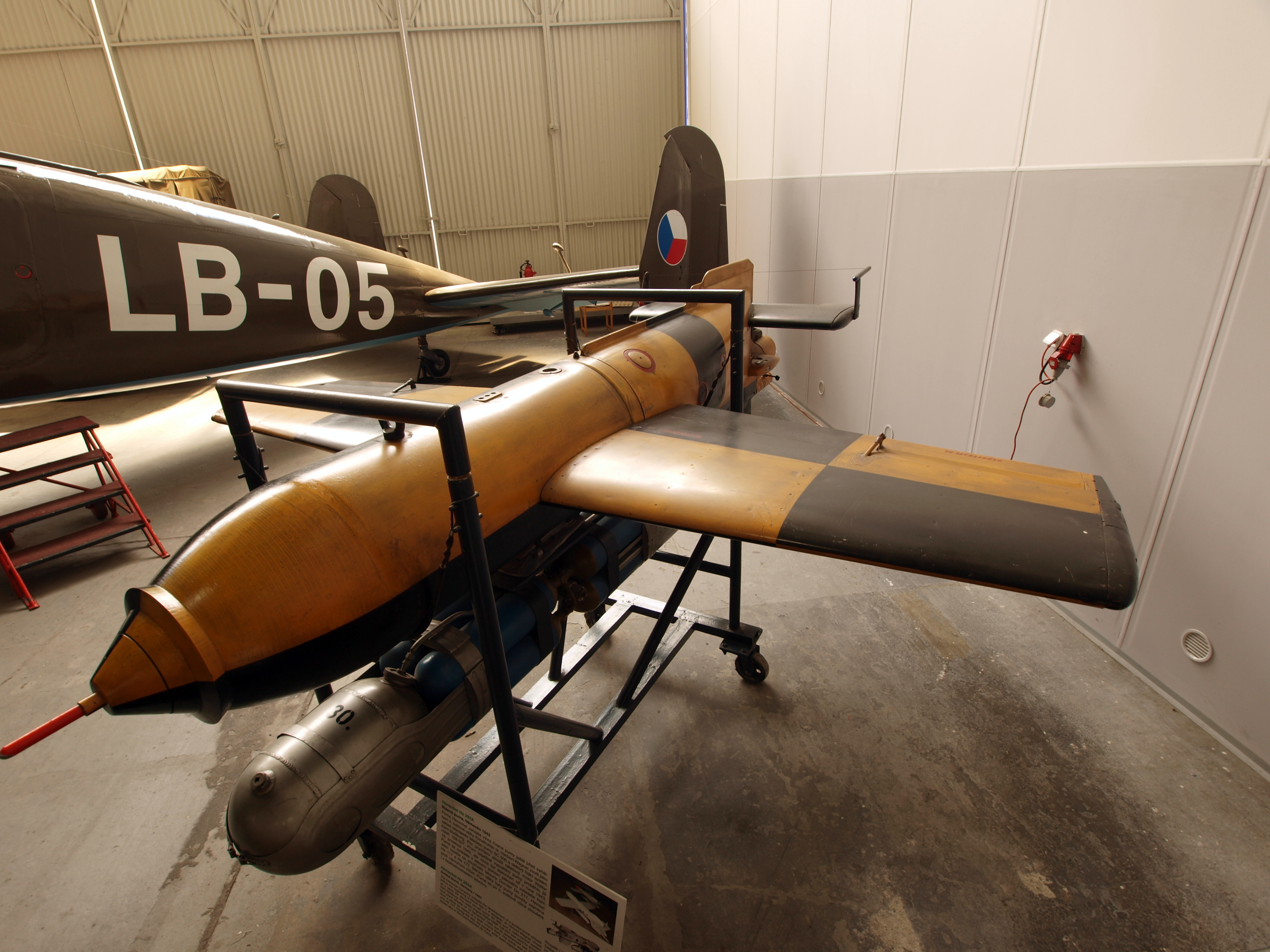
Un missile aria-superficie Henschel Hs 293 con il propulsore Walter HWK 109-507.

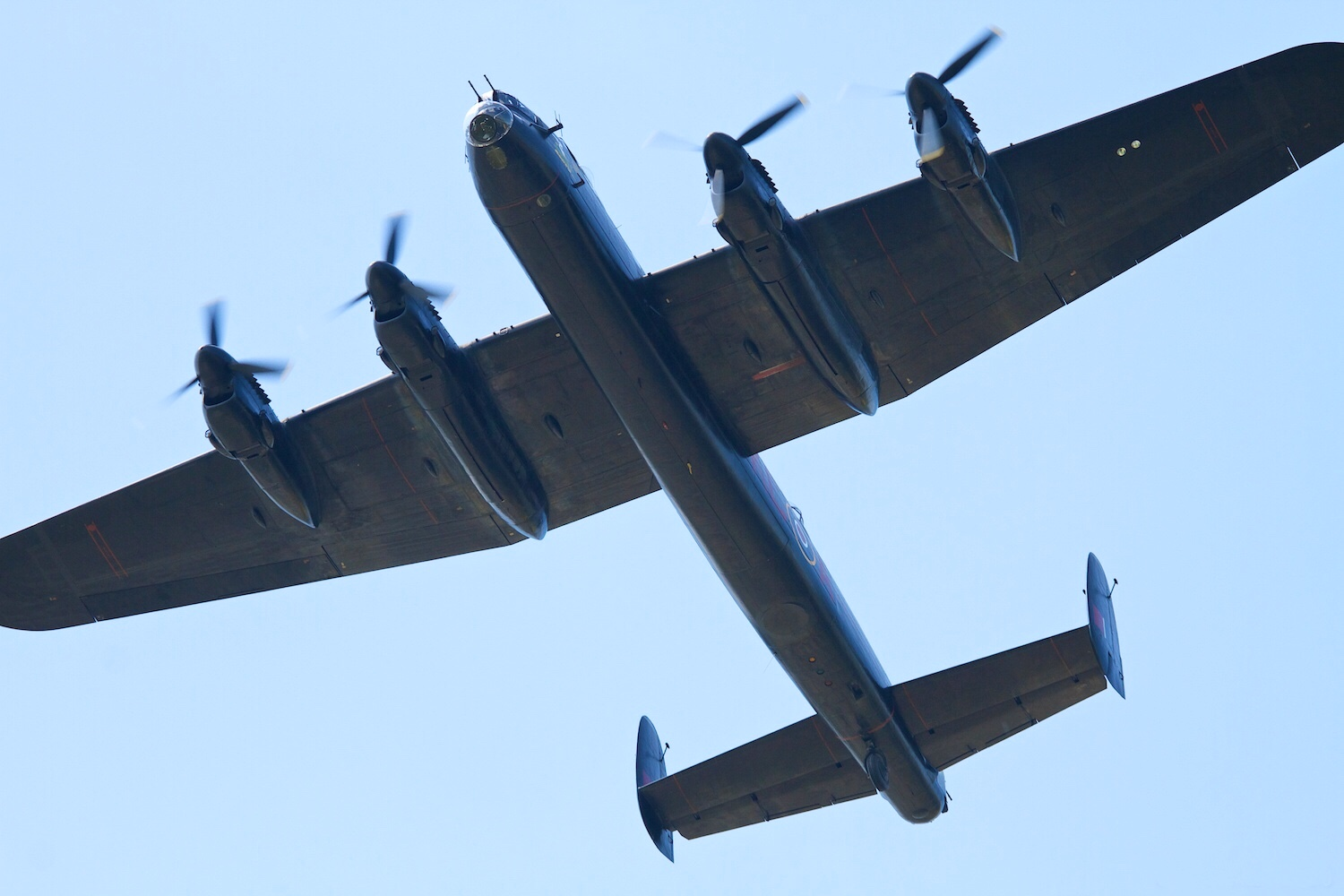
Un bombardiere Avro 683 Lancaster in volo allo Cosford Airshow del 2013.

Nacque a Cloppenburg, Bassa Sassonia, il 27 dicembre 1916. Durante il periodo in cui frequentò la scuola secondaria si dedicò al volo a vela pilotando un aliante All'età di 19 anni si arruolò nella Luftwaffe come Fahnenjunker, ottenendo il brevetto di pilota sull'aeroporto di Berlino-Gatow. Promosso leutnant (sottotenente) nel 1938, lavorò come istruttore di volo senza visibilità e pilota collaudatore, e fu uno dei primi piloti a volare a bordo del nuovo bombardiere medio Junkers Ju 88.
Allo scoppio della seconda guerra mondiale, il 1 settembre 1939, era in forza al  Kampfgeschwader 30, e durante la campagna di Polonia si guadagnò la Croce di Ferro di 2ª classe dopo aver condotto un attacco conto una base aerea polacca. Prese successivamente parte all'Operazione Weserübung, cioè l'invasione di Danimarca e Norvegia, distinguendosi durante la battaglia di Narvik (9 aprile-8 giugno 1940), venendo per questo insignito dello Scudo di Narvik.  Il 19 aprile davanti a Namsos colpì con una bomba l'incrociatore leggero francese Émile Bertin, che dovette abbandonare le operazioni e rientrare in Francia per eseguire le opportune riparazioni. Per questo fatto  il 4 maggio fu insignito della Croce di Ferro di 1ª classe, e quattro giorni dopo della Croce di Cavaliere della Croce di Ferro, primo tra i piloti di bombardieri della Luftwaffe. in quanto venne, erroneamente, ritenuto che l' Émile Bertin fosse affondato.
Nel corso della battaglia di Francia, lanciata il 10 maggio, fu promosso oberleutnant il 1 giugno, e successivamente nominato Staffelkapitän della 1ª squadriglia del KG 30 (1./KG 30). Dopo la fine delle operazioni sul fronte occidentale, effettuò un volo di collegamento da Berlino, via Mosca, con il Giappone.
Trasferito nella Norvegia settentrionale con il suo reparto, condusse missioni di attacco contro i convogli navali degli Alleati e ai danni di obiettivi posti nel Regno Unito, compreso un bombardamento contro la base navale di Scapa Flow. Il 14 luglio 1941 gli furono assegnate le fronde di quercia da aggiungere alla Croce di Cavaliere, poco dopo aver superato le 200 000 tonnellate di naviglio nemico affondato.
Promosso al grado di hauptmann (capitano) nel luglio 1942, assunse il comando del III Gruppo del KG 30 (III./KG 30), sostituendo Hans Joachim Herrmann. Seguirono operazioni nel Mediterraneo e nel mare attorno alla Crimea che alzarono il tonnellaggio nemico affondato a 300 000, motivo per cui venne premiato, il 17 agosto 1942, con le spade da aggiungere alla Croce di Cavaliere con fronde di quercia. Due mesi fu promosso major (maggiore) e, dopo la 200ª missione, nel dicembre 1942 venne ritirato dal servizio al fronte. Assegnato allo Stato maggiore della Luftwaffe in Germania, lavorò subito ai nuovi sistemi d'armamento, come il missile aria-superficie Henschel Hs 293, e il sistema per attacchi speciali Mistel 1 o 2, composto da un  bombardiere Junkers Ju 88, senza equipaggio e con una testata piena di esplosivo al posto dell'abitacolo, agganciato, tramite un sistema di cavi e collegamenti appositamente progettati, a un caccia Messerschmitt Bf 109F-4 o Focke-Wulf Fw 190.
Il 15 novembre 1944 fu promosso oberstleutnant (tenente colonnello), e nominato commodoro comandante del KG 200, 
una unità per operazioni speciali. 
Nell'inverno 1944-1945 fu nominato general der kampfflieger e il 5 gennaio 1945 promosso oberst (colonnello) In quello stesso mese si rese conto che Hitler, e il suo diretto superiore, Reichsmarschall Hermann Göring volevano solamente continuare la guerra a spese del popolo tedesco. Scrisse una lettera a Göring in cui si espresse contro l'ulteriore proseguimento del conflitto, restituendo anche tutte le decorazioni fino ad allora ricevute, ma non ebbe mai risposta. All'inizio del mese di marzo fu incaricato da Hitler di condurre l'operazione di attacco e distruzione dei ponti sui fiumi Oder e Neiße. Insieme al suo amico Albert Speer si oppose fermamente all'ordine di Hitler di attuare il Decreto Nerone, che non fu mai messo in atto. Ad Amburgo convinse il gauleiter Karl Kaufmann a non difendere più la città, che venne consegnata agli Alleati senza combattere.
Dopo la capitolazione incondizionata del Terzo Reich egli, che era stato nominato consulente dal successore di Hitler, il grande ammiraglio Karl Dönitz, fu arrestato a Flensburgo il 23 maggio 1945. Le autorità alleate lo accusavano di violazioni dei termini della resa da parte delle unità ai suoi ordini, ma ma tale accusa non poté essere confermata. Dopo la sua liberazione, avvenuta nel febbraio 1946, lavorò con lo storico americano dell'università di Harvard Bruce Campbell Hopper, ex aviatore della prima guerra mondiale, su  alcuni studi sulla seconda guerra mondiale. Nel 1948 si trasferì in Argentina dove divenne consigliere militare della aeronautica militare locale. Durante questo periodo scrisse anche due libri: Zu spät?: Aufstieg und Untergang der deutschen Luftwaffe  e Zu früh?: Raumkrieg und Weltrevolution, in cui si occupava di future strategie aeronautiche. Entrambi i libri apparvero per la prima volta in Argentina e successivamente vennero editi anche in Germania. 
Perse la vita il 20 ottobre 1953, quando ai comandi di un bombardiere quadrimotore Avro Lancaster si schiantò al suolo vicino a Buenos Aires nel Río de la Plata. I suoi resti mortali venne sepolti nel cimitero della sua città natale Cloppenburg.

## Pubblicazioni
- Zu früh?: Raumkrieg u. Weltrevolution. Freiheitl. Gedanken zur Verteidigung Europas, Daehler Verlag, Berlin, 1953.
- Zu spät?: Aufstieg und Untergang der deutschen Luftwaffe, Motorbuch Verlag, Stuttgart, 1977.

### Fonti
1. 1 2 3 4 5 6 7 8 9 10 11 12 13  Lexikon der Wehrmacht.
2. 1 2  Williamson 2009, p. 56.
3. 1 2 3  Scherzer 2006, p. 206.
4. 1 2 3  Williamson 2009, p. 57.
5. 1 2  Berger 1999, p. 26.
6. ↑  (EN) Kampfgeschwader 200, su axishistory.com, Axis History Factbook. URL consultato l'8 marzo 2012.
7. ↑  Williamson 2009, p. 61.
8. ↑  Williamson 2009, p. 58.
9. ↑  Schumann 2007, p. 19.
10. 1 2 3  Fellgiebel 2000, p. 40.
11. 1 2 3 4 5 6  Schumann 2007, p. 20.